# Alphonsea ventricosa
Alphonsea ventricosa är en kirimojaväxtart som först beskrevs av William Roxburgh, och fick sitt nu gällande namn av Joseph Dalton Hooker och Thomas Thomson. Alphonsea ventricosa ingår i släktet Alphonsea och familjen kirimojaväxter. Inga underarter finns listade i Catalogue of Life.